# Trecia Smith
Trecia Smith (Jamaica, 5 de noviembre de 1975) es una atleta jamaicana, especialista en la prueba de triple salto, en la que ha logrado ser campeona mundial en 2005.

## Carrera deportiva
En el Mundial de Helsinki 2005 ganó la medalla de oro en triple salto, con una marca de 15.11 metros, por delante de la cubana Yargelis Savigne que saltó 14.82 m, y la rusa Anna Pyatykh que llegó a los 14.78 metros. 